# Antiópi Melidóni
Antiópi Melidóni (grec moderne : Αντιόπη Μελιδώνη), née le 11 octobre 1977 à Athènes, est une joueuse de water-polo internationale grecque. Elle remporte la médaille d'argent lors Jeux olympiques d'été de 2004 ainsi que le championnat du monde 2011 avec l'équipe de Grèce.

## Palmarès

### En sélection
- Grèce
  - Jeux olympiques :
    - Médaille d'argent : 2004.

  - Championnat du monde :
    - Vainqueur : 2011.